# Уэббер, Дэнни
Дэ́ниел Вон Уэ́ббер (англ. Daniel Vaughn Webber), более известный как Дэ́нни Уэ́ббер (англ. Danny Webber; 28 декабря 1981, Манчестер) — английский футболист, нападающий.

## Клубная карьера

### «Манчестер Юнайтед»
Уэббер начал футбольную карьеру в юношеской команде «Флетчер Мосс Рейнджерс» (за которую ранее выступал Уэс Браун, а впоследствии — Дэнни Уэлбек, Равел Моррисон, Джесси Лингард, Маркус Рашфорд). В 1996 году присоединился к футбольной академии «Манчестер Юнайтед», летом 1998 года подписал любительский контракт, а 28 декабря 1998 года подписал свой первый профессиональный контракт с «Манчестер Юнайтед». К тому моменту он забил 16 голов в 11 матчах за команду «Манчестер Юнайтед» до 17 лет, включая пять голов в игре против юношей из «Фулхэма». В сезоне 1999/2000 Уэббер выступал за команду «Юнайтед» до 19 лет, забив 11 голов в 14 матчах, также провёл три игры за резервную команду. В сезоне 2000/01 выступал за резервную команду, забив 6 голов в 20 матчах, а также дебютировал в основном составе 28 ноября 2000 года в матче четвёртого раунда Кубка Футбольной лиги против «Сандерленда». Свою вторую игру в основном составе провёл только год спустя, 5 ноября 2001 года, также в рамках Кубка Футбольной лиги, на этот раз — против «Арсенала» на стадионе «Хайбери».
29 ноября 2001 года отправился в месячную аренду в клуб «Порт Вейл». Сыграв пять матчей за «Порт Вейл», он вернулся в «Манчестер Юнайтед», однако не сыграл в основном составе команды в том сезоне. В марте 2002 года отправился в аренду в «Уотфорд», где забил два гола в пяти матчах.
Перед началом сезона 2002/03 вновь отправился в аренду в «Уотфорд» на три месяца. В октябре 2002 года его аренда подошла к концу после того, как он получил вывих плеча в игре против «Шеффилд Уэнсдей».
18 марта 2003 года Уэббер провёл свою третью (и последнюю) официальную игру за «Манчестер Юнайтед», выйдя на замену в матче Лиги чемпионов УЕФА против испанского клуба «Депортиво Ла-Корунья». По окончании сезона 2002/03 «Манчестер Юнайтед» предложил Уэбберу трёхлетний контракт, однако игрок отклонил его, так как его не устраивала роль запасного и резервиста, после чего он покинул клуб.

### «Уотфорд»
Летом 2003 года перешёл в «Уотфорд» на постоянной основе, подписав трёхлетний контракт. В сезоне 2003/04 провёл за команду 31 матч и забил 5 голов. В сезоне 2004/05 забил 9 голов уже к середине октября, однако в ноябре 2004 года получил вывих плеча в матче против «Джиллингема», а после выздоровления потерял место в основном составе из-за «плохой формы». В марте 2005 года отправился в аренду в «Шеффилд Юнайтед». В сезоне 2004/05 Уэббер провёл за «Уотфорд» 32 матча и забил 12 голов.

### «Шеффилд Юнайтед»
Изначально Уэббер перешёл в «Шеффилд Юнайтед» на правах аренды в марте 2005 года, а Дэнни Каллип отправился в обратном направлении. Уэббер забил уже через 93 секунды после своего дебюта за «кликов» в матче против «Лидс Юнайтед». Четыре дня спустя он сделал «дубль» в матче против «Куинз Парк Рейнджерс». Летом 2005 года перешёл в «Шеффилд Юнайтед» на постоянной основе, подписав трёхлетний контракт. Сумма трансфера составила 500 тысяч фунтов.
В сезоне 2005/06 Уэббер забил 10 голов за «клинков» и помог команде выйти в Премьер-лигу следующего сезона. В Премьер-лиге сезона 2006/07 он провёл 22 матча и забил 3 гола, в том числе победные голы в матчах против «Ньюкасл Юнайтед» и «Уотфорда», однако «клинки» выбыли из Премьер-лиги. После этого Уэббер провёл ещё два сезона в Чемпионшипе.
Из-за частых травм клуб решил не предлагать Уэбберу новый контракт, и в мае 2009 года Дэнни покинул «Шеффилд Юнайтед» в качестве свободного агента.

### «Портсмут»
В сентябре 2009 года Уэббер в качестве свободного агента подписал контракт с «Портсмутом». 22 сентября 2009 года забил свой первый гол за клуб в матче Кубка Футбольной лиги против «Карлайл Юнайтед». 26 января 2010 года забил свой первый гол за «Портсмут» в Премьер-лиге в матче против «Вест Хэм Юнайтед». Через два месяца в игре против «Тоттенхэм Хотспур» получил разрыв крестообразных связок колена, из-за чего пропустил около года. Он получил медаль финалиста Кубка Англии сезона 2009/10, в котором «Портсмут» проиграл «Челси», хотя не смог принять участия в матче. Он вернулся на поле только 2 апреля 2011 года, выйдя на замену на последних минутах матча против «Рединга». По окончании сезона 2010/11 его контракт не был продлён.
В июле 2011 года Уэббер отправился на просмотр в клуб «Куинз Парк Рейнджерс», однако контракт ему предложен не был. В декабре 2011 года находился на просмотре в шотландском «Селтике» и в английском «Хаддерсфилд Таун». В феврале 2012 года Уэббер находился на просмотре в клубе «Бирмингем Сити».

### «Лидс Юнайтед»
28 февраля 2012 года Дэнни Уэббер, после успешного прохождения просмотра, подписал контракт с клубом Чемпионшипа «Лидс Юнайтед» до конца сезона, став первым приобретением нового главного тренера «павлинов» Нила Уорнока. 3 марта 2012 года дебютировал за «Лидс Юнайтед», выйдя на замену в игре против «Саутгемптона». 28 апреля 2012 года забил свой первый гол за «павлинов» в финальной игре сезона против «Лестер Сити». 2 мая 2012 года стало известно, что «Лидс Юнайтед» не будет предлагать Уэбберу новый контракт и он покинет клуб летом в качестве свободного агента.

### «Донкастер Роверс»
В марте 2013 года Уэббер отправился на просмотр в клуб «Донкастер Роверс», вскоре после чего был зарегистрирован как клуба без контракта. По итогам сезона 2012/13 «Роверс» выиграл Лигу 1 и квалифицировался в Чемпионшип, хотя Уэббер так и не провёл за команду ни одного официального матча.

### «Аккрингтон Стэнли»
В июле 2013 года Дэнни Уэббер подписал однолетний контракт с клубом Лиги 2 «Аккрингтон Стэнли». В клуб его пригласил главный тренер Джеймс Битти, бывший его одноклубником в «Шеффилд Юнайтед». 3 августа 2013 года Уэббер забил свой первый гол за «Аккрингтон Стэнли» в своём дебютном матче против клуба «Ньюпорт Каунти» на стадионе «Родни Пэрейд». Всего в сезоне 2013/14 он забил 3 гола в 23 матчах за клуб. Новый контракт ему не предложили, и летом 2014 года он стал свободным агентом.

### «Солфорд Сити»
В августе 2014 года Уэббер перешёл в клуб Северной Премьер-лиги «Солфорд Сити». 16 августа 2014 года дебютировал за команду в первой официальной игре сезона против «Скарборо Атлетик», в которой «Солфорд Сити» одержал победу со счётом 4:1. По итогам сезона 2014/15 «Солфорд Сити» стал чемпионом Дивизиона 1 «Север» Северной Премьер-лиги.
6 ноября 2015 года Уэббер забил гол в матче Кубка Англии против «Ноттс Каунти». По итогам сезона 2015/16 «Солфорд Сити» занял третье место в Премьер-дивизионе Северной Премьер-лиги, а затем одержал победу в плей-офф, в результате чего вышел в Северную Национальную лигу.
В июле 2016 года Уэббер объявил о завершении карьеры, чтобы посвящать больше времени своей семье, а также работать в футбольном агентстве.

## Карьера в сборной
В 2002 году провёл пять матчей за сборную Англии до 20 лет.

## Личная жизнь
Отчим Дэнни Уэббера Даррен Бекфорд также был профессиональным футболистом и выступал в Премьер-лиге. Его кузен Итан Бекфорд тоже был профессиональным футболистом.

## Статистика выступлений
| Клуб               | Сезон            | Лига | Лига | Кубок | Кубок | Кубок лиги | Кубок лиги | Прочие | Прочие | Итого | Итого |
| Клуб               | Сезон            | Игры | Голы | Игры  | Голы  | Игры       | Голы       | Игры   | Голы   | Игры  | Голы  |
| ------------------ | ---------------- | ---- | ---- | ----- | ----- | ---------- | ---------- | ------ | ------ | ----- | ----- |
| Манчестер Юнайтед  | 2000/01          | 0    | 0    | 0     | 0     | 1          | 0          | 0      | 0      | 1     | 0     |
| Манчестер Юнайтед  | 2001/02          | 0    | 0    | 0     | 0     | 1          | 0          | 0      | 0      | 1     | 0     |
| Манчестер Юнайтед  | 2002/03          | 0    | 0    | 0     | 0     | 0          | 0          | 1      | 0      | 1     | 0     |
| Манчестер Юнайтед  | Итого            | 0    | 0    | 0     | 0     | 2          | 0          | 1      | 0      | 3     | 0     |
| Порт Вейл (аренда) | 2001/02          | 4    | 0    | 0     | 0     | 0          | 0          | 1      | 0      | 5     | 0     |
| Порт Вейл (аренда) | Итого            | 4    | 0    | 0     | 0     | 0          | 0          | 1      | 0      | 5     | 0     |
| Уотфорд            | 2001/02          | 5    | 2    | 0     | 0     | 0          | 0          | 0      | 0      | 5     | 2     |
| Уотфорд            | 2002/03          | 12   | 2    | 0     | 0     | 0          | 0          | 0      | 0      | 12    | 2     |
| Уотфорд            | 2003/04          | 27   | 5    | 2     | 0     | 2          | 0          | 0      | 0      | 31    | 5     |
| Уотфорд            | 2004/05          | 28   | 12   | 2     | 0     | 2          | 0          | 0      | 0      | 32    | 12    |
| Уотфорд            | Итого            | 72   | 21   | 4     | 0     | 4          | 0          | 0      | 0      | 80    | 21    |
| Шеффилд Юнайтед    | 2004/05          | 7    | 3    | 0     | 0     | 0          | 0          | 0      | 0      | 7     | 3     |
| Шеффилд Юнайтед    | 2005/06          | 35   | 10   | 0     | 0     | 2          | 0          | 0      | 0      | 37    | 10    |
| Шеффилд Юнайтед    | 2006/07          | 22   | 3    | 1     | 0     | 1          | 0          | 0      | 0      | 24    | 3     |
| Шеффилд Юнайтед    | 2007/08          | 14   | 3    | 0     | 0     | 2          | 1          | 0      | 0      | 16    | 4     |
| Шеффилд Юнайтед    | 2008/09          | 36   | 4    | 2     | 1     | 3          | 1          | 0      | 0      | 41    | 6     |
| Шеффилд Юнайтед    | Итого            | 114  | 23   | 3     | 1     | 8          | 2          | 0      | 0      | 125   | 26    |
| Портсмут           | 2009/10          | 17   | 1    | 4     | 0     | 3          | 2          | 0      | 0      | 24    | 3     |
| Портсмут           | 2010/11          | 8    | 0    | 0     | 0     | 0          | 0          | 0      | 0      | 8     | 0     |
| Портсмут           | Итого            | 25   | 1    | 4     | 0     | 3          | 2          | 0      | 0      | 32    | 3     |
| Лидс Юнайтед       | 2011/12          | 13   | 1    | 0     | 0     | 0          | 0          | 0      | 0      | 13    | 1     |
| Лидс Юнайтед       | Итого            | 13   | 1    | 0     | 0     | 0          | 0          | 0      | 0      | 13    | 1     |
| Донкастер Роверс   | 2012/13          | 0    | 0    | 0     | 0     | 0          | 0          | 0      | 0      | 0     | 0     |
| Донкастер Роверс   | Итого            | 0    | 0    | 0     | 0     | 0          | 0          | 0      | 0      | 0     | 0     |
| Аккрингтон Стэнли  | 2013/14          | 22   | 3    | 0     | 0     | 0          | 0          | 1      | 0      | 23    | 3     |
| Аккрингтон Стэнли  | Итого            | 22   | 3    | 0     | 0     | 0          | 0          | 1      | 0      | 23    | 3     |
| Всего за карьеру   | Всего за карьеру | 250  | 49   | 11    | 1     | 17         | 4          | 3      | 0      | 281   | 54    |

1. ↑  Статистика выступлений за «Солфорд Сити» отсутствует.

## Достижения
«Солфорд Сити»
- Победитель Дивизиона 1 «Север» Северной Премьер-лиги: 2014/15[45]
- Победитель плей-офф Премьер-дивизиона Северной Премьер-лиги: 2016[47]